# Сафронов, Дмитрий Олегович

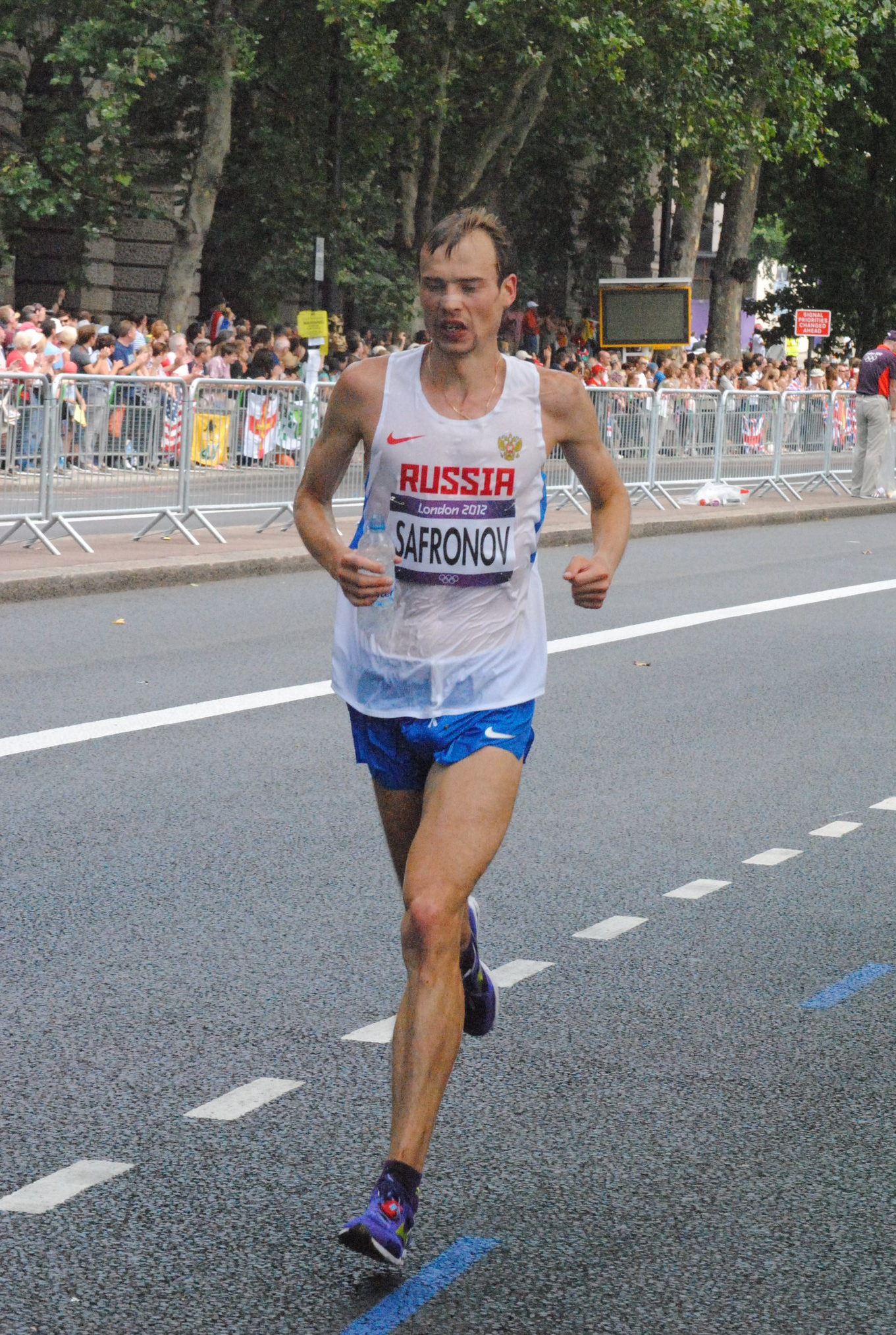
На трассе олимпийского марафона, 2012 г.

Дмитрий Олегович Сафро́нов (род. 8 октября 1981, СССР) — российский марафонец и бегун на длинные дистанции, бронзовый призёр чемпионата Европы 2010 г.

## Достижения
Для тренеров и журналистов бронза Дмитрия в марафоне на чемпионате Европы стала «самым неожиданным» результатом в российской команде. Потому что последний раз наши марафонцы были в призёрах в 1978 г., когда Леонид Мосеев стал чемпионом Европы от СССР.
Тренеры Дмитрия — известнейший российский сверхмарафонец Леонид Швецов и отец, бегун на длинные дистанции в прошлом, Олег Сафронов.
Завоевал третье место в марафоне в Сан-Антонио в 2008 году, в 2009 году стал победителем Подгорицкого марафона. В 2010 году занял шестое место в южнокорейском Тэгу и второе на Фукуокском марафоне, а на чемпионате Европы 2010 стал бронзовым призёром. В 2011 г. в Лондоне установил личный рекорд и занял итоговое восьмое место.
Участник Олимпиады 2012 года в марафоне — итоговое 23 место со временем 2:16.04
На Токийском марафоне 2013 года занял 26-е место с результатом 2:15.08.

## Личные рекорды
- 5000 м: 13.40,07 мин, 27 июня 2009, Москва
- 10 000 м: 28.15,11 мин, 18 апреля 2008, Уолнат, США
- Полумарафон: 1:04.04, 3 февраля 2008, Хантингтон-Бич
- Марафон: 2:09.35, Лондонский марафон, 17.04.2011[2]